# Chytraeus
Chytraeus är en släkt som omtalas först i 1500-talets Tyskland. I senare tid förekommer efternamnet även i USA, Finland, Danmark och Sverige.

## Tyska anor

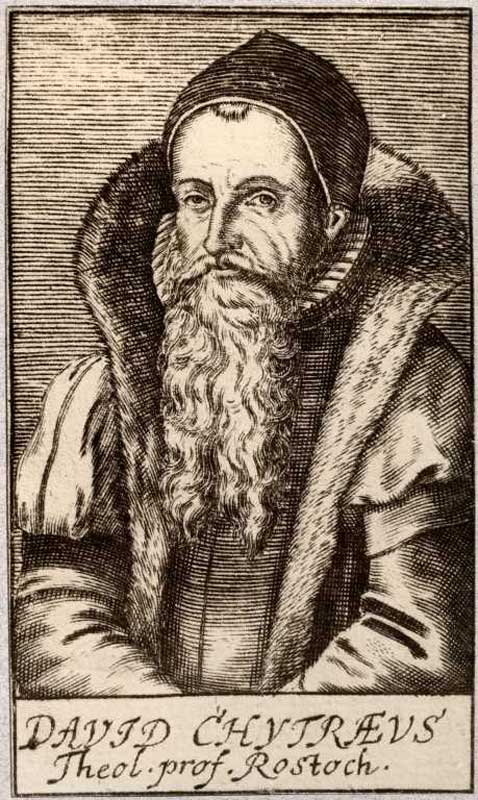
David Chytraeus 1530-1600

Den förste chytrean som låter höra om sig är den tyske teologen David Chytraeus (1530–1600) som i sin ungdom var lärjunge till Martin Luther och som senare kom att lämna många avtryck i uttolkningen av den protestantiska läran.
Utifrån ett svenskt vidkommande kan det särskilt framhållas att teologen David Chytraeus hade täta kontakter med Sverige. Han utbildade många svenskar under sin tid som professor vid Rostocks universitet, däribland alla sju ärkebiskopar mellan 1574 och 1646. Han korresponderade även flitigt med svenska konungar, adelsmän och teologer. Kung Johan III gav honom (omkring 1585) uppdraget att införa svensk historia i sina verk och med konungens samtycke framställer han Sverige som ett evangeliskt rike sedan Gustav Vasa. Även hans bror Nathan Chytraeus (1543–1598) tillhörde den tyska intelligentian såsom poet och professor i latin. Han blev 1593 rektor för Gymnasium i Rostock.
Det är någorlunda kartlagt hur det säregna efternamnet uppstod. Namnet har enligt uppgift sitt ursprung i det vid tiden så populära bruket av ”hellenisering” av lärda personers efternamn. David Chytraeus far var prästen Matthäus Kochhafe och David lät, likt många andra humanistiskt lärda, grekisera sitt tyska efternamn Kochhafe varpå resultatet blev Chytraeus.

## Släktens historia i Sverige

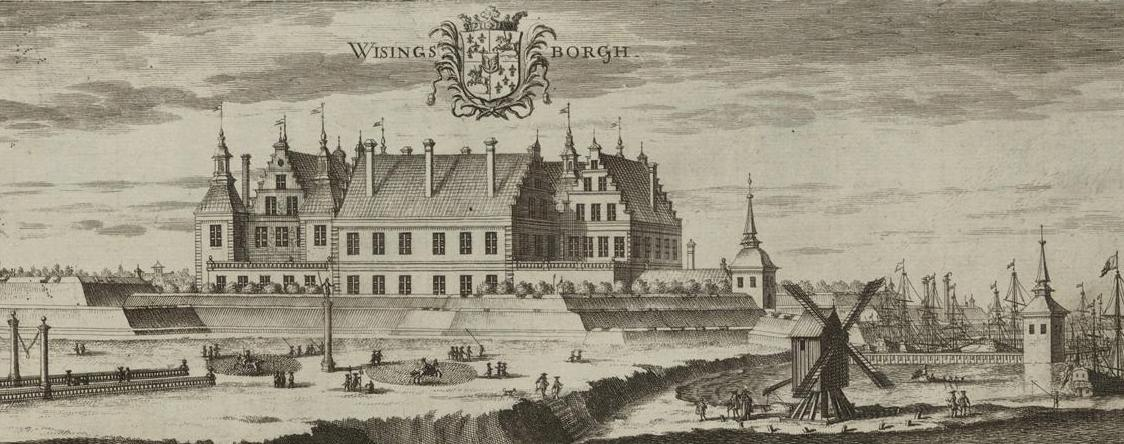
Olaus Erici Chytraeus (1635-1707) var hovpredikant åt riksdrotsen greve Per Brahe på Visingsborg

Källor visar att efternamnet förekommit i Sverige sedan 1600-talet. Den första dokumenterade familj som bär namnet är ättlingarna till Ericus Olai Krum (1610–1668) vars samtliga söner och döttrar tog sig det säregna efternamnet. 
Ett flertal av den svenska familjens ättlingar kom under 1600–1700-talet att verka inom kyrkan men också som ämbetsmän på olika statliga positioner. Den chytraenska släkten är ofrälse och hörde under stormakts- och frihetstiden, med vissa undantag, till prästståndet eller det mer allmänborgerliga samhällsskiktet. Ett av barnbarnen till stamfadern Ericus Olai Krum, generalauditören Olof Chytraeus (1674–1735), adlades emellertid till Riddercreutz.
Till släkten hör för övrigt en ovanlig stambok som är av intresse för släktforskningen. På bokens första sida står det Johannes Chytræus efter sahl. faders död bekommit. Denne Johannes är uppenbarligen den Johan Chytraeus, som enligt Uppsala ärkestifts herdaminne omtalas som son till kyrkoherde Ericus Krum och huspräst hos Gustaf Posse. Sedan stamfadern Ericus Olai Krum förvärvat boken har den gått i samma släkt i generationer, vilka alltifrån 1675 och långt in på 1800-talet skrivit ned mer eller mindre utförliga släktanteckningar. Idag förvaras den chytreanska släktboken på Göteborgs universitetsbibliotek.

Enligt folkbokföringen finns det 56 personer som bär efternamnet Chytraeus i Sverige (SCB den 31 december 2007). Enligt tillgängliga källor finns det även ett antal personer med efternamnet i Tyskland och Danmark. 

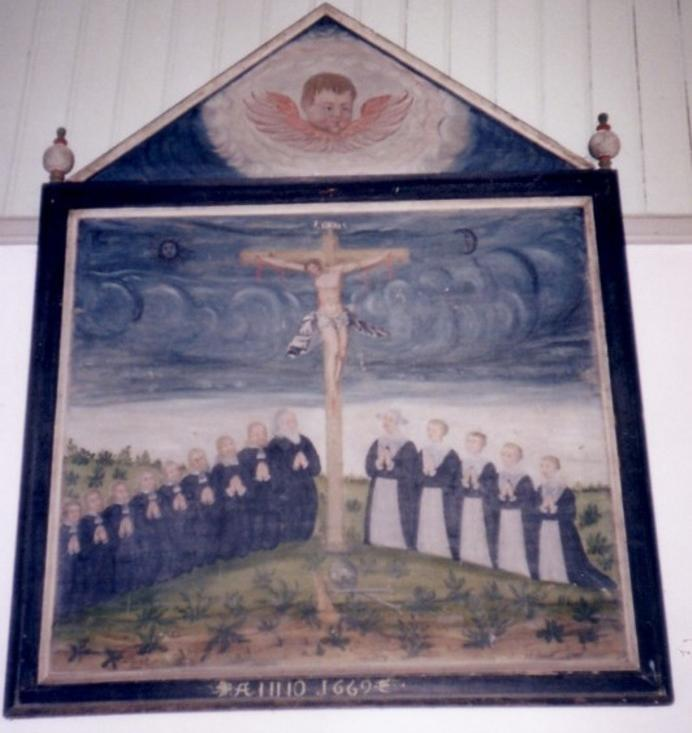
Stamfadern Krums epitafium i Litslena kyrka, 1669. Krums barn tog sig efternamnet Chytraeus.

## Personer i släkten (urval)
- David Chytraeus (1530-1600), professor i teologi, verksam i bl.a. Rostock
- Nathan Chytraeus (1543-1598), författare, humanist
- Matthäus Chytraeus (1579-1640), advokat och senator i Bremen
- Herman Chytraeus (15xx-16xx). Födelsedata inte klarlagt. Historiker, präst. Född i skånska Vä, dåvarande Danmark. Skrev 1593 ett monumentalverk om Skånelands historia som publicerades först 1748
- Johannes Chytraeus (1640-1673), komminister i Spånga-Järfälla
- Olaus Chytraeus (1635-1707), kyrkoherde i Torstuna och riksdagsman, huspredikant hos riksdrotsen greve Per Brahe på Visingsborg 1661
- Carolus Chytraeus (1642–1696), kyrkoherde i Frötuna
- Olof Chytraeus (1686–1707), hovpredikant till greve Per Brahe den yngre, riksdagsman 1675
- Eric Chytraeus (1672–1735), häradshövding och borgmästare i Malmö
- Olof Chytraeus (1674–1735), generalauditör. Adlad Riddercreutz.
- Johan Chytraeus (1679–1743), hovadvokat
- Anders Chytraeus (1681–1734), kyrkoherde i Österåker
- Zakarias Chytraeus (1702–1763), krigsfiskal i Krigskollegiet
- Gustaf Chytraeus (1755–1821), kommissionslantmätare i Älvsborgs län
- Olof Chytraeus (1785–1843), löjtnant och kommissionslantmätare
- Anders Chytraeus (okänt–1825), löjtnant, öppnade 1806 det alltjämt verksamma värdshuset Källhagen på Djurgården, Stockholm
- Betty Chytraeus (1832–okänt), författare, skrev bl.a. En qvinnohatare (1860)
- Augusta Chytraeus (1853–1921), en av Sveriges första kvinnliga yrkesfotografer med egen ateljé i bl.a. Ronneby (1878–?), Arvika (?–1886), Kongsvinger, Åmål (1886–1893) och Göteborg (1893-?)
- Harald Chytraeus (1853–1921), färgfabrikör
- Johan Chytraeus (1979– ), statsvetare och politiker (folkpartist)
- Christer Chytraeus (1985– ), konstnär